# Москвін Станіслав Костянтинович
Станісла́в Костянти́нович Москві́н (27 серпня 1961, Торез, нині Чистякове Донецької області) — український актор театру, кіно та дубляжу. Член НСТДУ (1986), народний артист України (2015).

## Життєпис
Народився 27 серпня 1961 року у місті Чистякове Донецької області.
У 1983 році закінчив Київський державний інститут театрального мистецтва імені Івана Карпенка-Карого.
У 1983—1998 роках та з 2000 року до 2022 — актор Національного театру російської драми імені Лесі Українки.
У 1998—2000 роках був актором Одеського російського драматичного театру.
Займався дубляжем і озвученням фільмів та серіалів російською мовою.
З 2022 року, з початком російського вторгнення в Україну, залишив театр імені Лесі Українки та переїхав до Праги, де влаштувався до театру на Виноградах за особистим запрошенням актора та директора театру Томаша Тепфера. У театрі, окрім ролей, викладає акторську майстерність українським студентам-біженцям.

## Ролі в театрі
- Агіс, друг дому Ферекіса («Потрібен брехун!» Дімітріса Псафаса)
- Валентин («Валентинів день» І. Вирипаєва)
- Василь Семенович Кузовкін («Нахлібник» І. Тургенєва)
- Глумов («Шалені гроші» О. Островського)
- Грябов («Дрібниці життя» за А. Чеховим)
- Гусятников («У цьому милому старому домі» О. Арбузова)
- Дінкель (або Дінкельбах) («Фальшива нота» Дідьє Карона)
- Джейкоб Фрідленд («Оголена зі скрипкою» Ноела Пірса Коуарда)
- Дядько Васа («Пані міністерша» Браніслава Нушича)
- Лікар («Янголятко, або Сексуальні неврози наших батьків»)
- Міллер («Підступність і кохання» Ф. Шіллера)
- Карналь в молодості («Межа спокою» П. Загребельного)
- Кирило Леньков («Переможниця» О. Арбузова)
- Робер, друг («Сімейна вечеря» Марка Камолетті)
- Роні («№ 13 (Шалена ніч, або Одруження Пігдена)» Рея Куні)

## Ролі в кіно
- 1995 — Серж Ломазіді («Острів любові» реж. О. Бійми)
- 2008 — Максим («Тато напрокат» реж. А. Литвиненка)
- 2012 — Пальшин («Джамайка» реж. І. Забари, О. Масленникова)
- 2012 — В епізоді («Остання роль Рити» реж. А. Григор'єва)
- 2013 — Ілля Мойсейович («Політ життя» реж. М. Михайлова)
- 2013 — Лівашов («Подвійне життя» реж. Д. Лактіонова)
- 2014 — Семенов («Дім з ліліями» реж. В. Краснопольського, В. Ускова)
- 2016 — Володимир Федорович («Вирок ідеальної пари» реж. Р. Бортка)